# ワットアプレジャー
ワットアプレジャー（What a Pleasure、1965年4月24日 - 1983年3月13日）は、アメリカ合衆国の競走馬、種牡馬。特に種牡馬としての活躍が顕著で、ケンタッキーダービー優勝馬フーリッシュプレジャーなどを出し、1975・76年には北米リーディングサイヤーの座を得た。

## 経歴
ホイートリーステーブル社がケンタッキー州の牧場で生産・所有したサラブレッドの牡馬である。競走馬としては2歳時に活躍し、ナショナルスタリオンステークスやホープフルステークスなどに優勝した。その後3歳まで競走を続け、1969年にフロリダ州のワルデマー牧場にて種牡馬入りした。1983年に同牧場にて心不全により死亡した。
ワットアプレジャーは種牡馬としては競走馬時代以上の成功を収めた。アメリカのジョッキークラブの統計によれば、498頭の産駒のうち300頭（60.2%）が勝ち上がり、また50頭がステークス競走に勝利している。特にフーリッシュプレジャーとオネストプレジャーの活躍は顕著で、これによってワットアプレジャー1975年と76年の北米リーディングサイヤーに輝いた。以下は主な産駒。
フーリッシュプレジャー Foolish Pleasure
1972年生、牡馬。1975年のケンタッキーダービー優勝馬。ラフィアンの最期となったマッチレースの相手としても知られる。
レットミーリンガー Let Me Linger
1972年生、牝馬。1975年のデラウェアオークス優勝馬。
オネストプレジャー Honest Pleasure
1973年生、牡馬。1976年のフロリダダービー、トラヴァーズステークスなどで優勝した。種牡馬としても成功し、ジャッジアンジェルーチなどの父となった。
フォーザモーメント For the Moment
1974年生、牡馬。1976年のフューチュリティステークス、1977年のブルーグラスステークスなどで優勝。種牡馬としてアメリカンダービー優勝馬フォーチュネイトモーメントを出したほか、1992年のケンタッキーダービー勝ち馬リルイーティーの母の父ともなった。
ジェディーナ Jedina
1976年生、牝馬。競走成績は18戦6勝程度であったが、繁殖牝馬としてトップフライトハンデキャップ優勝馬クラバーガールを出した。牝系子孫にはフサイチゼノンやアグネスゴールド、リミットレスビッドなどがいる。
フェアウェイファントム Fairway Phantom
1978年生、牡馬。1981年のアーリントンクラシック優勝馬。

## 血統表
| ワットアプレジャーの血統           | ワットアプレジャーの血統                  | ワットアプレジャーの血統                  | （血統表の出典）                          | （血統表の出典） |
| 父系                               | ボールドルーラー系                        | ボールドルーラー系                        | ボールドルーラー系                        | [ § 2 ]          |
| 父 Bold Ruler 黒鹿毛 1954 アメリカ | 父の父Nasrullah 鹿毛 1940 イギリス        | Nearco                                    | Pharos                                    | Pharos           |
| 父 Bold Ruler 黒鹿毛 1954 アメリカ | 父の父Nasrullah 鹿毛 1940 イギリス        | Nearco                                    | Nogara                                    |                  |
| 父 Bold Ruler 黒鹿毛 1954 アメリカ | 父の父Nasrullah 鹿毛 1940 イギリス        | Mumtaz Begum                              | Blenheim                                  | Blenheim         |
| 父 Bold Ruler 黒鹿毛 1954 アメリカ | 父の父Nasrullah 鹿毛 1940 イギリス        | Mumtaz Begum                              | Mumtaz Mahal                              |                  |
| 父 Bold Ruler 黒鹿毛 1954 アメリカ | 父の母Miss Disco 鹿毛 1944 アメリカ       | Discovery                                 | Display                                   | Display          |
| 父 Bold Ruler 黒鹿毛 1954 アメリカ | 父の母Miss Disco 鹿毛 1944 アメリカ       | Discovery                                 | Ariadne                                   |                  |
| 父 Bold Ruler 黒鹿毛 1954 アメリカ | 父の母Miss Disco 鹿毛 1944 アメリカ       | Outdone                                   | Pompey                                    | Pompey           |
| 父 Bold Ruler 黒鹿毛 1954 アメリカ | 父の母Miss Disco 鹿毛 1944 アメリカ       | Outdone                                   | Sweep Out                                 |                  |
| 母 Grey Flight 芦毛 1945 アメリカ  | 母の父Mahmoud 芦毛 1933 フランス          | Blenheim                                  | Blandford                                 | Blandford        |
| 母 Grey Flight 芦毛 1945 アメリカ  | 母の父Mahmoud 芦毛 1933 フランス          | Blenheim                                  | Malva                                     |                  |
| 母 Grey Flight 芦毛 1945 アメリカ  | 母の父Mahmoud 芦毛 1933 フランス          | Mah Mahal                                 | Gainsborough                              | Gainsborough     |
| 母 Grey Flight 芦毛 1945 アメリカ  | 母の父Mahmoud 芦毛 1933 フランス          | Mah Mahal                                 | Mumtaz Mahal                              |                  |
| 母 Grey Flight 芦毛 1945 アメリカ  | 母の母Planetoid 芦毛 1934 アメリカ        | Ariel                                     | Eternal                                   | Eternal          |
| 母 Grey Flight 芦毛 1945 アメリカ  | 母の母Planetoid 芦毛 1934 アメリカ        | Ariel                                     | Adana                                     |                  |
| 母 Grey Flight 芦毛 1945 アメリカ  | 母の母Planetoid 芦毛 1934 アメリカ        | La Chica                                  | Sweep                                     | Sweep            |
| 母 Grey Flight 芦毛 1945 アメリカ  | 母の母Planetoid 芦毛 1934 アメリカ        | La Chica                                  | La Grisette                               |                  |
| 母系(F-No.)                        | (FN:5-f)                                  | (FN:5-f)                                  | (FN:5-f)                                  | [ § 3 ]          |
| 5代内の近親交配                    | Blenheim 3x4, Mumtaz Mahal 4x4, Sweep 4x5 | Blenheim 3x4, Mumtaz Mahal 4x4, Sweep 4x5 | Blenheim 3x4, Mumtaz Mahal 4x4, Sweep 4x5 | [ § 4 ]          |
| 出典                               | 1. 2. 3. 4.                               | 1. 2. 3. 4.                               | 1. 2. 3. 4.                               | 1. 2. 3. 4.      |